# Bonan
Bonan (endonim: bɵːŋɑn; chiń. 保安族; pinyin Bǎo’ānzú) – grupa etniczna zamieszkująca chińskie prowincje Gansu i Qinghai, jedna z 55 mniejszości narodowych oficjalnie uznanych przez władze Chin. Posługują się językiem bonan z grupy mongolskiej. Wyznają islam lub buddyzm tybetański.